# Badminton 1911
Höhepunkte des Badmintonjahres 1911 waren die All England, die Irish Open, die Scottish Open und die French Open.
==Internationale Veranstaltungen ==
| Veranstaltung | Herreneinzel       | Dameneinzel            | Herrendoppel                         | Damendoppel                              | Mixed                                |
| ------------- | ------------------ | ---------------------- | ------------------------------------ | ---------------------------------------- | ------------------------------------ |
| All England   | Guy Sautter        | Margaret Larminie      | Percy Douglas Fitton Edward Hawthorn | Alice Gowenlock Dorothy Cundall          | George Alan Thomas Margaret Larminie |
| French Open   | George Alan Thomas | Lavinia Clara Radeglia | George Alan Thomas Guy Sautter       | Lavinia Clara Radeglia Mary K. Bateman   | Guy Sautter Lavinia Clara Radeglia   |
| Irish Open    | George Alan Thomas | -                      | Guy Sautter George Alan Thomas       | Lavinia Clara Radeglia Margaret Larminie | George Alan Thomas Margaret Larminie |
| Scottish Open | George Alan Thomas | -                      | Edward Hawthorn Guy Sautter          | V. I. Todd H. C. A. Longmuir             | George Alan Thomas W. S. Gill        |

## Terminkalender
| Veranstaltung                        | Ort     | Datum                         | Bemerkung |
| ------------------------------------ | ------- | ----------------------------- | --------- |
| Scottish Open & Closed Championships | Glasgow | Januar 1911                   |           |
| All England                          | London  | 22. bis zum 25. Februar 1911  |           |
| French Open                          | Dieppe  | 16. bis zum 17. Dezember 1911 |           |
| Hampshire Championships              |         | 1911                          |           |
| Irish Open                           |         | 1911                          |           |
| London Championships                 |         | 1911                          |           |
| London League                        |         | 1911                          |           |
| Middlesex Championships              |         | 1911                          |           |
| North London Championships           |         | 1911                          |           |
| Northern Championships               |         | 1911                          |           |
| South of England Championships       |         | 1911                          |           |
| Surrey Championships                 |         | 1911                          |           |
| West Hants Championships             |         | 1911                          |           |